# Paul Maria Hafner
Paul Maria Hafner (* 24. Februar 1923 in Mals, Südtirol, Italien; † Februar 2010 in Spanien) war ein Offizier der Waffen-SS, Schweinezüchter und Erfinder. Er war bis zuletzt Anhänger des Nationalsozialismus. Der Südtiroler lebte seit 1954 in Spanien, war aber italienischer Staatsbürger.

## Biographie
Paul Maria Hafner wurde als ältester Sohn eines Gast- und Landwirtes geboren. Nach Besuch der Schule in Mals und Schlanders kam Paul Hafner an das Franziskanergymnasium in Bozen, von dem er aber 1938 ans Lyzeum in Meran wechselte.
Hafner kam 1940 mit Unterstützung des Völkischen Kampfrings Südtirols nach Berlin, wo er am 17. Februar 1941 der SS beitrat (SS-Nummer 490.167). Er kämpfte in den folgenden Kriegsjahren bis 1944 in der 6. SS-Gebirgs-Division „Nord“ an der Ostfront in Finnland. Zum 21. Juni 1944 wurde er zum SS-Untersturmführer befördert. Er war zudem zeitweise als Ausbilder an der SS-Junkerschule in Bad Tölz sowie in den Konzentrationslagern Buchenwald und Dachau tätig. Bei Kriegsende gehörte er der 38. SS-Grenadier-Division „Nibelungen“ an, die sich 1945 bei Garmisch-Partenkirchen der US-Army ergab. In der Kriegsgefangenschaft lernte er Otto Skorzeny und Josef Schwammberger kennen, mit denen er auch später noch enge Kontakt pflegte.
Nach Kriegsende studierte Hafner an der Universität Innsbruck, wo er 1949 mit einer Dissertation über die Wirtschaftsbeziehungen zwischen Nord- und Südtirol promovierte. In den folgenden Jahren arbeitete er in Mailand und Bozen, von 1951 bis 1953 war er technischer Direktor der Firma Generalpioggia von Karl Nicolussi-Leck und Much Tutzer, einer Tochtergesellschaft der Mannesmannregner GmbH. Im Dezember 1953 heiratete er in Innsbruck und siedelte kurz danach nach Madrid über. Hafner hatte stets enge Kontakte zu den SS-Kameraden in Südtirol und profitierte von deren internationalen Verbindungen. SS-Offizier Karl Nicolussi-Leck vermittelte Hafner in Spanien einen Job bei Mannesmann. Später versuchte sich Hafner als Gasthausbesitzer des „Tiroler Hof“ in Madrid, darüber hinaus betrieb er dort eine Schweinezucht. Hafner verstarb laut Partezettel der Gemeinde Mals im Februar 2010 in Spanien. Die Urnenbeisetzung erfolgte Ende Juli am Friedhof seines Geburtsortes Mals im Vinschgau.
Paul Maria Hafner wurde 2007 durch den Dokumentarfilm Hafners Paradies des österreichischen Regisseurs Günter Schwaiger der internationalen Öffentlichkeit bekannt. In dem Film zeigt Hafner seine bis ans Lebensende andauernde Begeisterung für Adolf Hitler und den Nationalsozialismus.

## Kriegsauszeichnungen
- Eisernes Kreuz I. und II. Klasse
- Finnische Freiheitsmedaille
- Verwundetenabzeichen